# Michel Bonnevie
Michel Bonnevie (Chaville, 19 novembre 1921 – Ivry-sur-Seine, 6 settembre 2018) è stato un cestista francese.

## Carriera
Con la Francia ha disputato i Giochi olimpici di Londra 1948, vincendo la medaglia d'argento.